# Arctolamia fruhstorferi
Arctolamia fruhstorferi är en skalbaggsart som beskrevs av Aurivillius 1902. Arctolamia fruhstorferi ingår i släktet Arctolamia och familjen långhorningar. Inga underarter finns listade.